# 리노이에 유키히로
리노이에 유키히로(일본어: 李家 如宥, 1589년~1647년 12월 23일)는 일본 에도 시대의 의사로, 모리씨의 가신으로 활동했다. 정유재란 중 남원성 전투에서 모리군(毛利軍)에 잡혀 일본에 끌려가 일본에 정착하게 된 리노이에 모토히로의 장남이다.

## 참고 자료
- 『萩藩閥閲録』巻141「李家宗億」（山口県文書館編、『萩藩閥閲録』、1987年、4巻、141-142頁所収）
- 岡部忠夫『萩藩諸家系譜』（マツノ書店、1999年復刻）1209-1212頁
- 防長新聞社山口支社編, 편집. (1966년 3월). 《近世防長諸家系図綜覧》. 三坂圭治監修. 防長新聞社. OCLC 703821998. 일본 전국 서지 번호 : 73004060. 다음 글자 무시됨: ‘和書’ (도움말); 틀:クローズドアクセス国立国会図書館デジタルコレクション